# Hybridsprache
Als Hybridsprache, auch hybride Programmiersprache, wird eine Programmiersprache bezeichnet, deren Sprachumfang sowohl das Programmierparadigma der 
prozeduralen als auch der objektorientierten Programmierung sinnvoll unterstützt. Gelegentlich wird der Begriff auch weiter gefasst und bezeichnet Sprachen, die mehrere andere sich wesentlich unterscheidende Programmierparadigmen unterstützten, wie beispielsweise der deklarativen und imperativen Programmierung. 
Heutige Hybridsprachen wurden oft nicht als solche konzipiert, sondern sind dadurch entstanden, dass eine ursprünglich zur prozeduralen Programmierung gedachte Sprache um die Unterstützung der Objektorientierung ergänzt wurde. Die bekannteste derartige Hybridsprache ist die objektorientierte Sprache C++, die aus der für die prozedurale Programmierung konzipierten Sprache C entstanden ist und zu dieser weitestgehend abwärtskompatibel ist.
Eine weitere hybride Sprache ist LISP. Fast alle der jüngeren Skriptsprachen zählen zu den Hybridsprachen, z. B. Perl und Python, Ruby und JavaScript, sowie auch die erziehungsorientierten Programmiersprachen Scratch und Snap!.
Auch Kreolsprachen werden bisweilen Hybridsprachen genannt.